# Raupentransporter

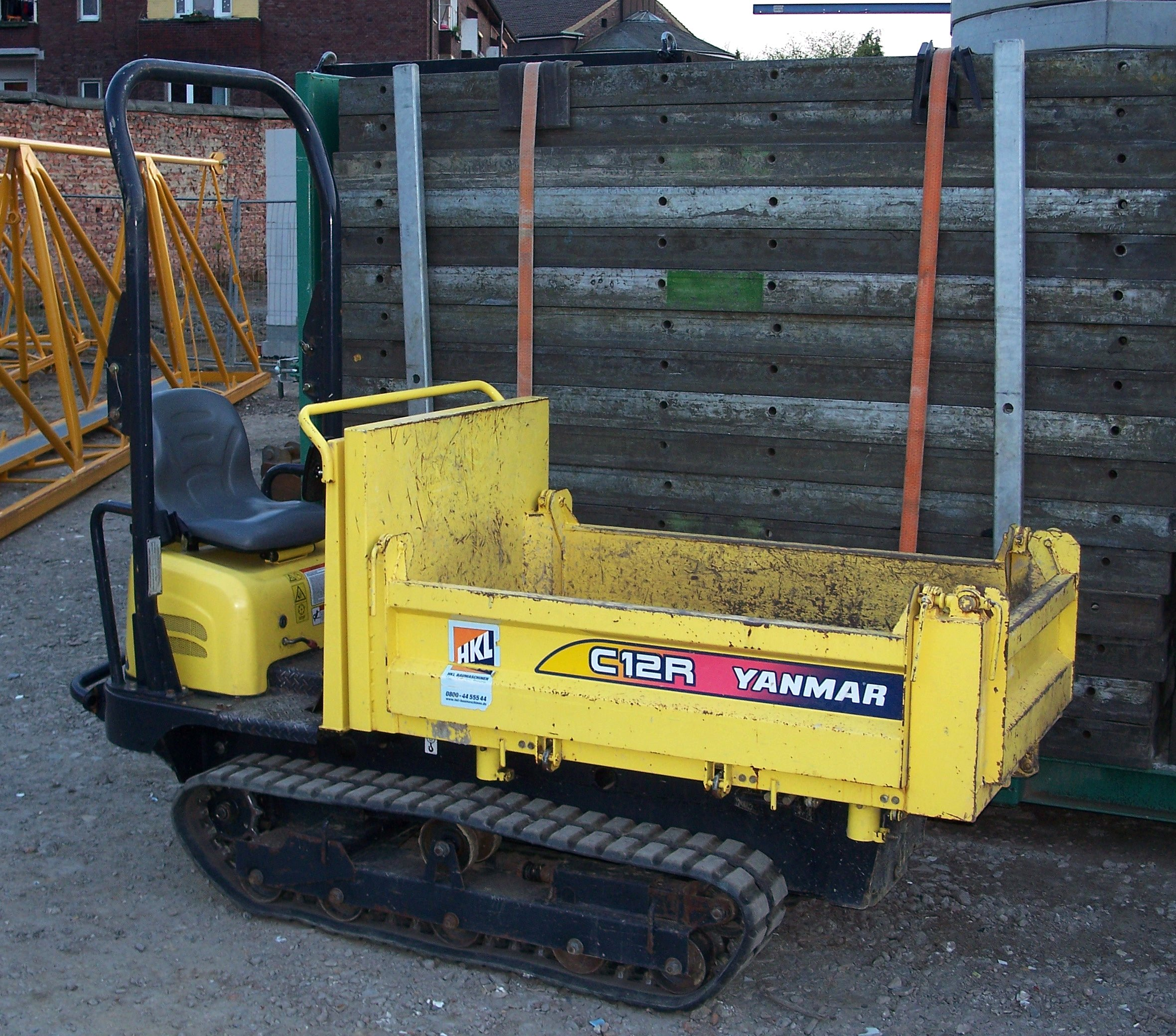
Kleiner Raupentransporter

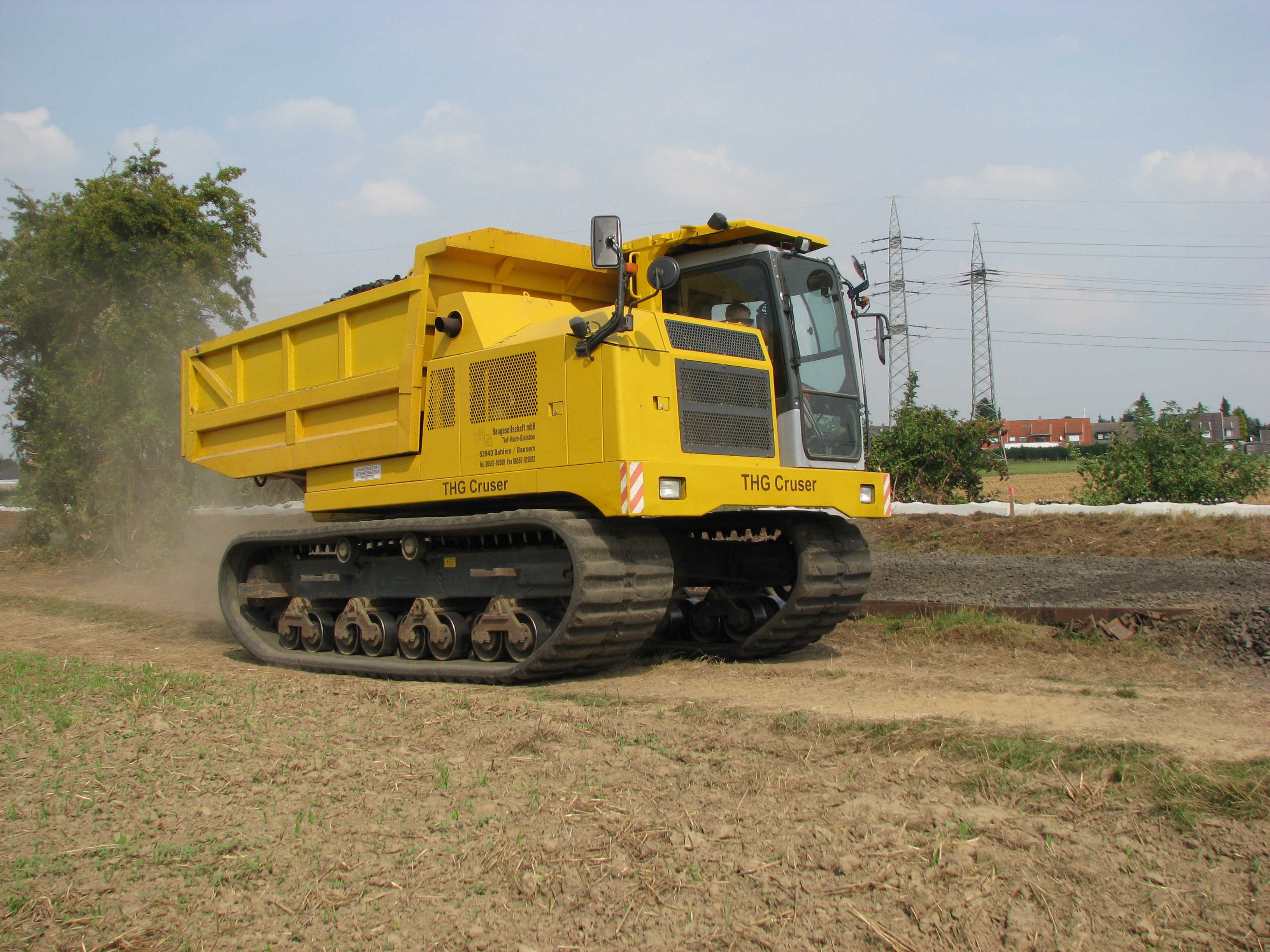
Muldenkipper Komatsu CD-110R

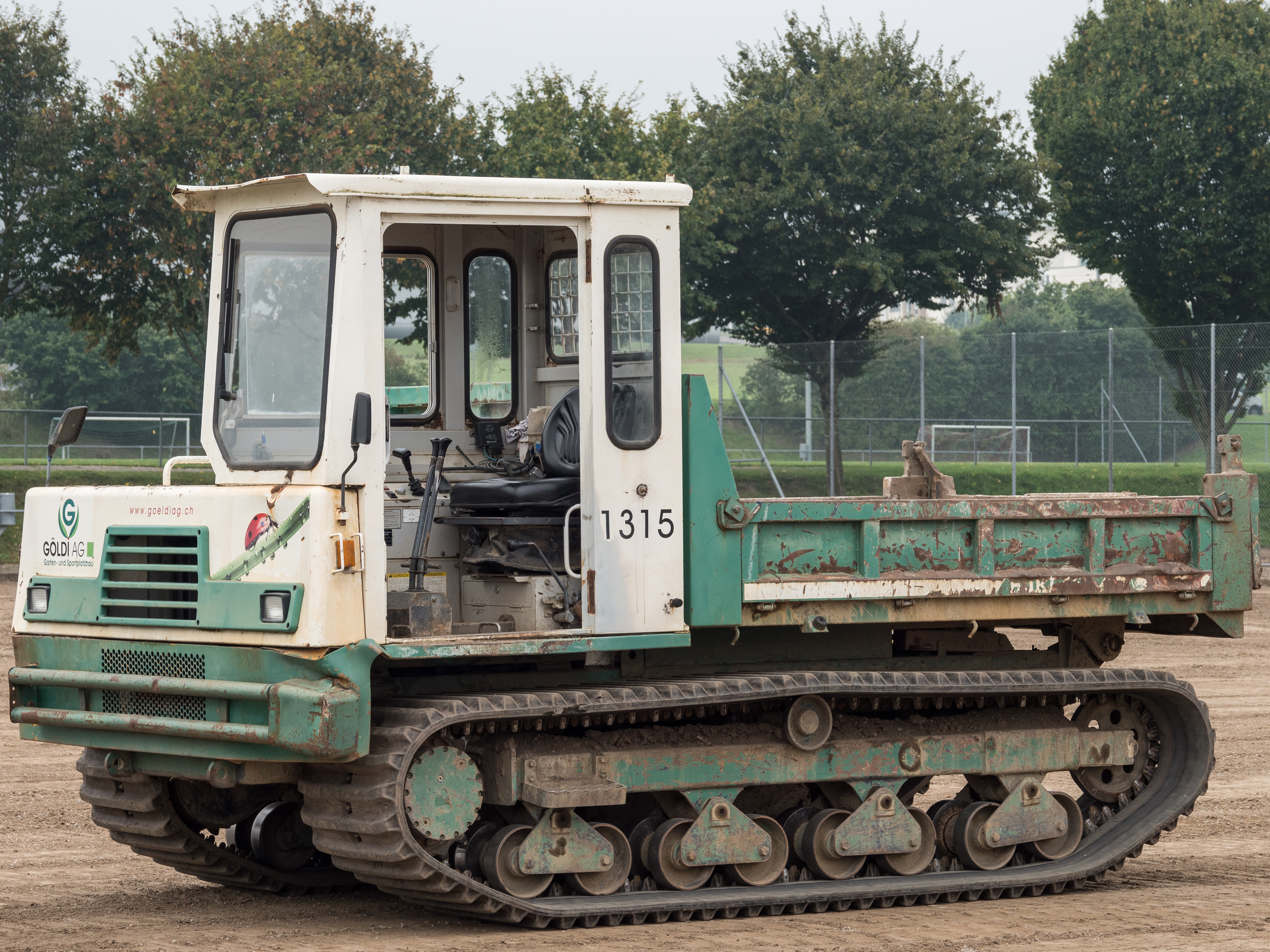
Raupenkipper Hutter HUKI 450 beim Sportplatzbau

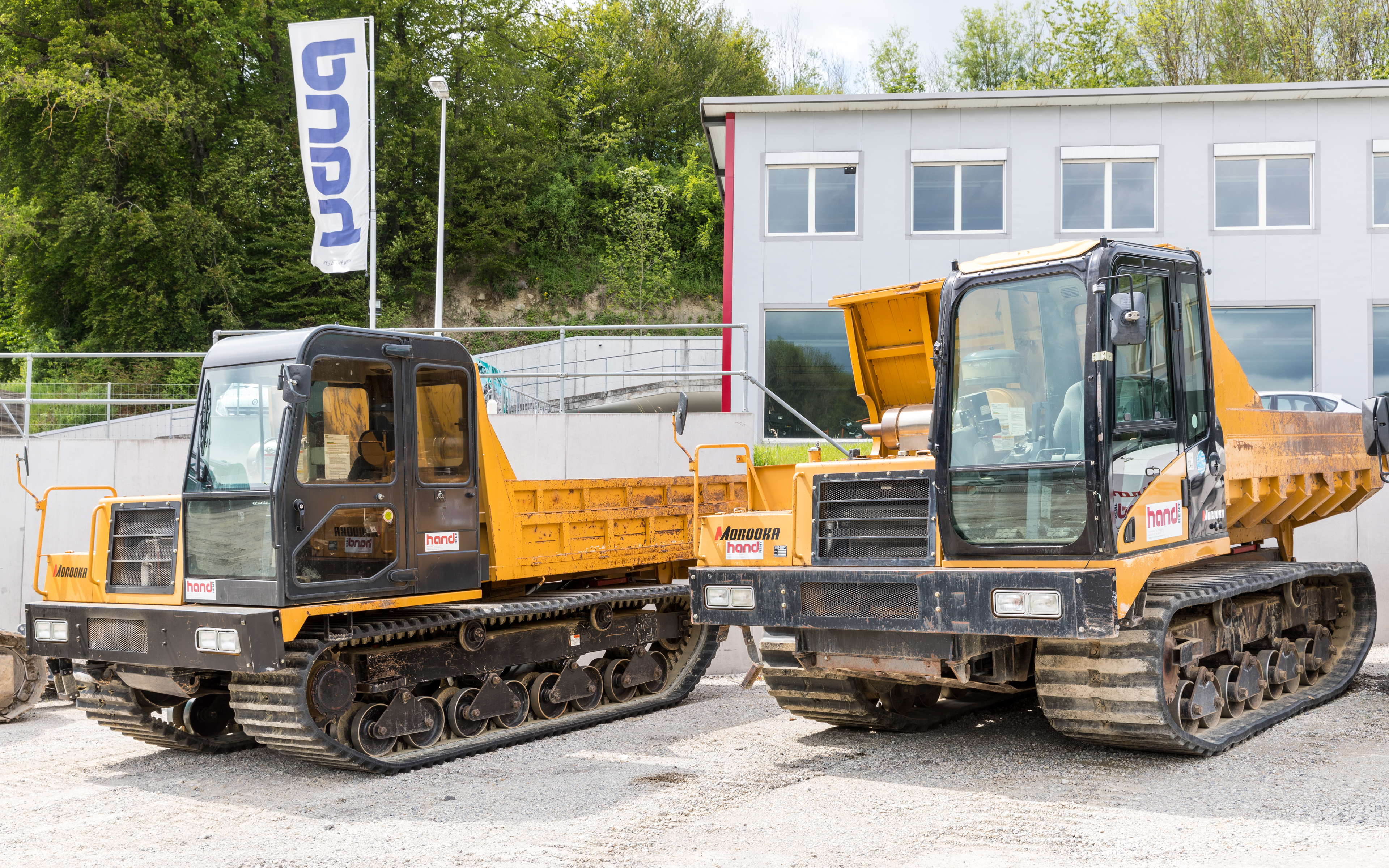
Morooka Raupendumper

Raupentransporter, auch Raupendumper oder Kettendumper genannt, sind Muldenkipper oder Vorderkipper, die als Raupenfahrzeug mit Raupenfahrwerk anstelle einer Bereifung ausgestattet sind:
Besonders im militärischen Sprachgebrauch versteht man Raupentransporter auch zur Personenbeförderung:
Raupentransporter sind von handgeführten Varianten ähnlich einer Schubkarre bis hin zu schweren Lastkraftwagen vertreten, die bis zu 15 Tonnen Nutzlast transportieren können.

## Einsatzzwecke
Raupentransporter werden vornehmlich in unwegsamem Gelände oder weichem Boden eingesetzt, da sie durch ihre Raupenfahrwerke besonders geländegängig sind. Zudem aufgrund des geringen Bodendrucks bei Einsätzen auf empfindlichen Böden, z. B. Rasen, um dort unerwünschte Bodenverdichtung zu vermeiden.
Kleinere Raupentransporter sind oft nur für geringe Geschwindigkeit von mehrheitlich nicht über 15 km/h ausgelegt und besitzen nicht immer eine Straßenzulassung, so dass sie nur innerhalb von Baustellen oder auf Privatgelände eingesetzt werden dürfen.
Oftmals werden Raupendumper aufgrund ihrer Raupenfahrwerke angeschafft und mit diversen Umbauten modifiziert. So wurde bei der Messe Intersolar 2012 in München ein automatischer Montage-Roboter für Solarparks vorgestellt, der einen Morooka-Raupentransporter als Unterbau nutzt.

## Auswahl an Herstellern
- AUSA
- Flattrack
- Hägglunds
- Hanix
- Hitachi
- IHI
- Komatsu
- Liebherr
- Lumag
- Mitsubishi
- Morooka
- Takeuchi
- Yanmar